# French Connection (moda)
French Connection (también conocida como FCUK o fcuk) es una empresa multinacional con sede en el Reino Unido, especializada en la venta al por menor y en el comercio mayorista de ropa, accesorios de moda y artículos para el hogar. Fundada a principios de la década de 1970 por Stephen Marks (presidente y director ejecutivo de la compañía), tiene su sede en Londres y su matriz, French Connection Group PLC, anteriormente cotizaba en la Bolsa de Londres. Fue adquirida por MIP Holdings Ltd en 2021.
La firma distribuye su ropa y accesorios a través de tiendas propias en el Reino Unido, EE. UU. y Canadá, así como mediante franquicias y acuerdos de venta al por mayor a nivel mundial. La empresa se hizo famosa por el uso en sus campañas publicitarias a principios de la década de 2000 de la sigla "fcuk" (que recuerda a la palabra malsonante en inglés "fuck").
Otras marcas que actualmente forman parte del grupo son Great Plains, YMC y Toast. Entre sus marcas anteriores se incluye Nicole Farhi.

## Historia de la marca
Stephen Marks, quien inició su actividad en 1969 con la marca Stephen Marks, fundó French Connection en 1972, un año después del estreno de la película del mismo nombre. Inicialmente diseñada como una marca femenina de gama media, Marks ha afirmado que el nombre surgió gracias a que logró adquirir «a través de un contacto francés» un gran envío de camisas indias de tejido de estameña, que podían revenderse en el Reino Unido a gran escala. El negocio se expandió al campo de los complementos de moda en 1976.
En 1978, Nicole Farhi se unió a French Connection como diseñadora. En 1983, la empresa matriz de French Connection lanzó una marca de alta gama con el nombre de la diseñadora, que no se vendió hasta 2010.
Después de que Marks lanzara la marca French Connection en la Bolsa de Londres en 1984, apareció considerado por la prensa especializada como el decimoquinto hombre más rico de Gran Bretaña, pero a finales de la década de 1980, la empresa atravesaba serias dificultades económicas. Retomó la dirección de French Connection en 1991.
En 2017, French Connection nombró a dos nuevos directores independientes debido a la presión de los inversores. En febrero de 2017, Sports Direct adquirió el 11% de la participación de Schroders en French Connection.
El 5 de febrero de 2021, la compañía emitió un comunicado regulatorio: el Consejo de Administración de French Connection Group Plc tomó nota de la fluctuación del precio de las acciones, y confirmó que se habían recibido propuestas de compra de la compañía por parte de Spotlight Brands en colaboración con Gordon Brothers International LLC ("Spotlight"), y por parte de Go Global Retail, en colaboración con HMJ International Services Ltd ("Go Global").

### Controversia sobre la marca FCUK

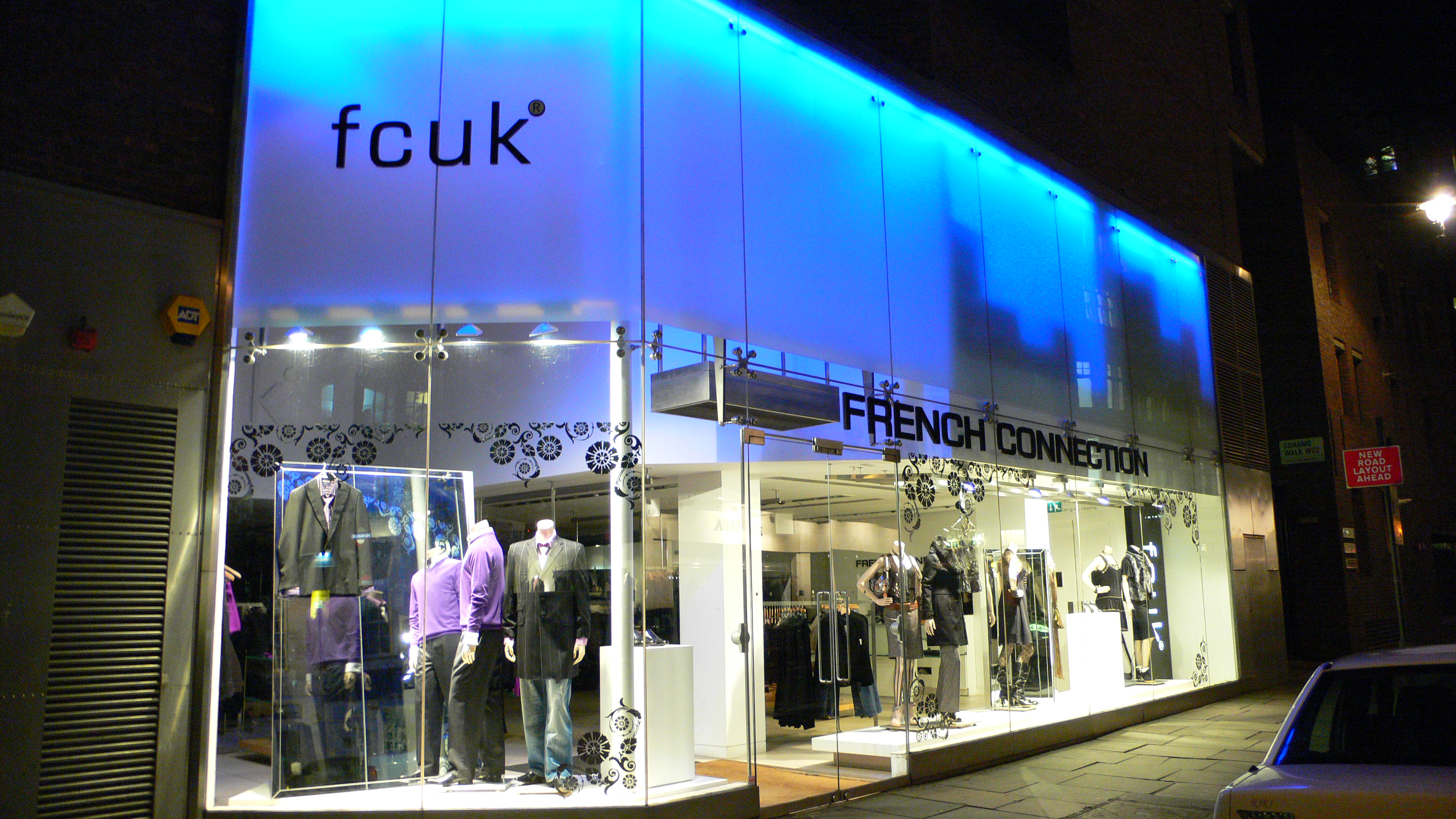
Tienda de French Connection en Covent Garden (Londres)

French Connection comenzó a utilizar la marca "fcuk" (normalmente escrita en minúsculas) en publicidad después de 1991, cuando Marks recuperó el control de la compañía. Según se informa, el primer uso de las siglas fue en faxes enviados entre Hong Kong y las oficinas de Londres, con el encabezado "FCHK a FCUK". Marks declaró en una entrevista posterior que los faxes no pretendían ser groseros. La campaña publicitaria surgió después de que quedara tan impresionado por un anuncio de sujetadores con Eva Herzigová que contactó con el ejecutivo de publicidad responsable, Trevor Beattie, a pesar de que la empresa no contaba con presupuesto para una campaña publicitaria en ese momento. Fue Beattie quien detectó el potencial de marketing de las siglas y lanzó una campaña en torno a ellas.
Al ser deliberadamente similar a la palabra malsonante " fuck", el uso de "fcuk" por parte de French Connection causó una gran controversia. Además, se criticó duramente que French Connection y otros anunciantes tuvieran "libertad de colocar carteles ofensivos, obtener un gran impacto gracias a ellos y luego, cuando se les ordenaba que los retirasen (a menudo después de que la campaña hubiera concluido), obtener aún más publicidad". Tras varias quejas sobre campañas publicitarias que utilizaban las siglas, la Autoridad de Normas Publicitarias del Reino Unido solicitó a la empresa que presentara todas las campañas de carteles para su aprobación antes de publicarlas. En Estados Unidos, el American Family Association instó a boicotear los productos fcuk.
El éxito de la marca para dar a conocer a French Connection dio lugar a tácticas similares por parte de otras compañías. French Connection interpuso una demanda por uso indebido de su marca en el caso Tribunal Superior de Justicia de Inglaterra y Gales contra el propietario de "First Consultants UK Ltd", una empresa de informática, por el uso de las siglas "fcuk". El caso determinó que el dominio de internet fcuk.com se registró antes de que French Connection solicitara la marca registrada en el Reino Unido, y su demanda por usurpación de marca fue desestimada. El juez Rattee denegó la demanda de establecimiento de medidas cautelares, calificando el uso de las siglas por parte de French Connection de "campaña de mal gusto y desagradable". La empresa amenazó con emprender acciones legales contra la organización juvenil política Conservative Future, que había adoptado brevemente la abreviatura ficticia "cfuk" (abreviatura de "Conservative Future UK").

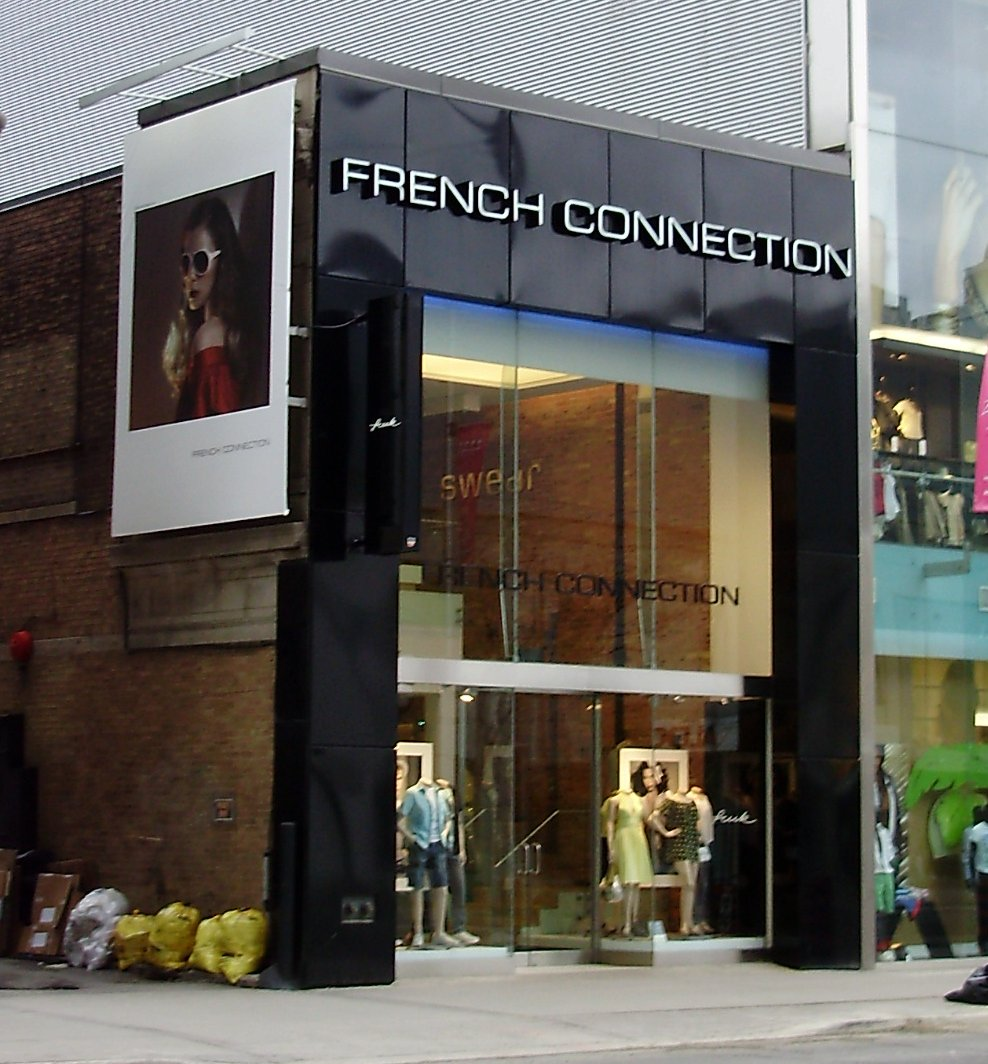
Tienda de French Connection en Toronto, Canadá

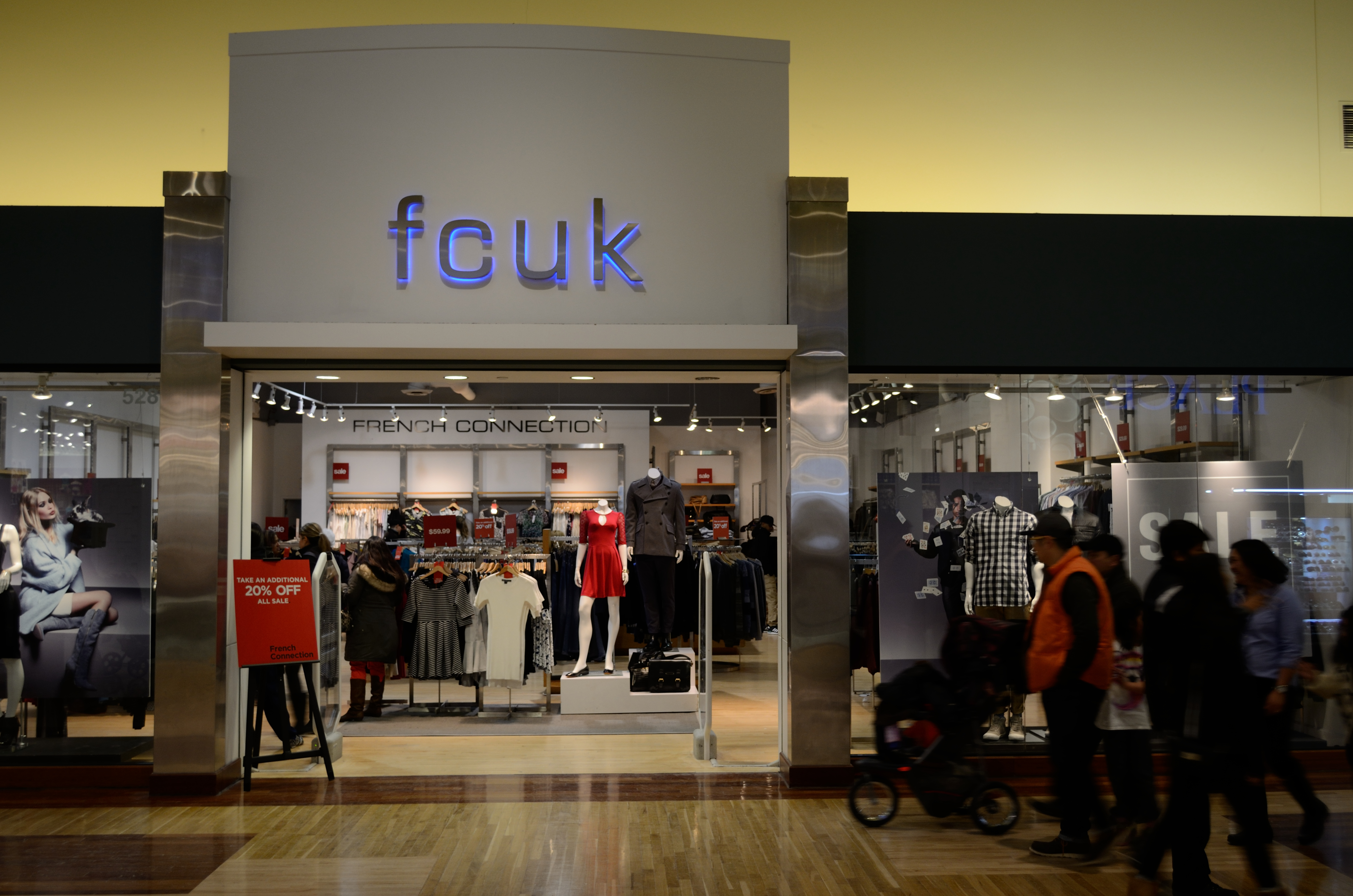
fcuk en Vaughan Mills Mall, Canadá

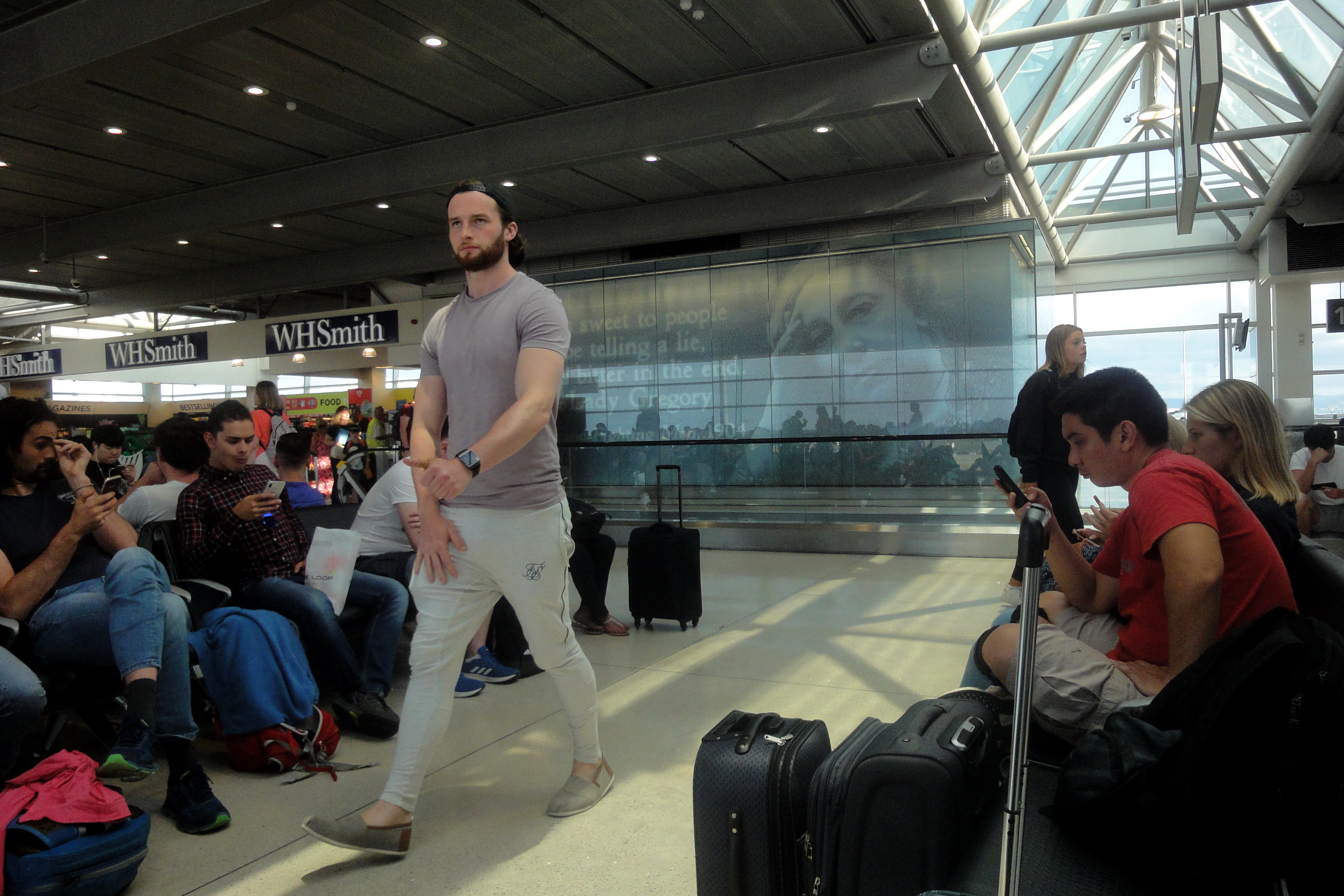
Pantalones deportivos de French Connection en Dublín

French Connection dejó de usar las siglas en publicidad en 2005 y redujo la visibilidad de la sigla en sus tiendas. Sin embargo, todavía se utiliza en ciertos productos de ropa masculina y en la imagen de marca de las tiendas. A pesar de esta reducción de visibilidad, French Connection sigue siendo conocida como "fcuk", especialmente en la prensa británica. Ejemplo del uso en la prensa británica en 2013: "FCUK marketing dice que su primera sesión fotográfica en blanco y negro para la marca, realizada por el fotógrafo Rankin, está en consonancia con su imagen vanguardista". En 2016, se informó de que French Connection recuperaría su campaña con el eslogan FCUK.

### Posicionamiento de la marca
Si bien el resurgimiento de la marca británica en la década de 1990 se ha atribuido al éxito del logotipo FCUK, ha tenido una suerte financiera dispar durante la década de 2000, lo que se refleja en el bajo precio de sus acciones en el Reino Unido. Tras perder cuota de mercado frente a rivales como Zara, Topshop y ASOS (algunos analistas sugirieron que sus precios no estaban a la altura de los de otras marcas competidoras), su posición mejoró en 2014. A 2014 La marca French Connection contaba con 131 tiendas en el Reino Unido y Europa.

## Operación mundial
French Connection distribuye su ropa de marca para mujer y hombre a través de una red de tiendas propias, franquicias en los principales mercados del mundo y concesiones, así como en grandes almacenes del Reino Unido y también a través de otras tiendas multimarca. También ofrece una variedad de productos con licencia, como gafas, gafas de sol, artículos de aseo, zapatos, joyería y relojes, que se venden a través de sus propias tiendas y de tiendas especializadas, como Boots y Specsavers.

### Otras marcas del grupo
French Connection representa la mayor parte de los ingresos del Grupo French Connection (aproximadamente el 88 % en 2014). Sin embargo, posee otras marcas de ropa y artículos para el hogar, como YMC, Great Plains y TOAST. Toast cuenta actualmente con doce tiendas en el Reino Unido.

### Perfumes
French Connection ha producido perfumes como una extensión de su marca principal de ropa. Esta es una lista parcial.
- Eau de Fcuk No. 1, No. 2, No. 3: gama masculina lanzada en 2000 y perfumes femeninos en 2001.
- Fcuk Her y Fcuk Him (2003): perfume original para mujer de Zirh/Shiseido y perfume masculino de James Krivda.
- Fcuk Connect Her y Fcuk Connect Him (2007): gamas para hombre y mujer con notas de fondo que incluyen almizcle.
- Fcuk Friction Her y Friction Him (2012): perfume para mujer con notas de coco y vainilla, y para hombre con cítricos.[22]
- Fcuk You (2013): gama masculina con notas de neroli y de limón.